# Hermann Borghorst

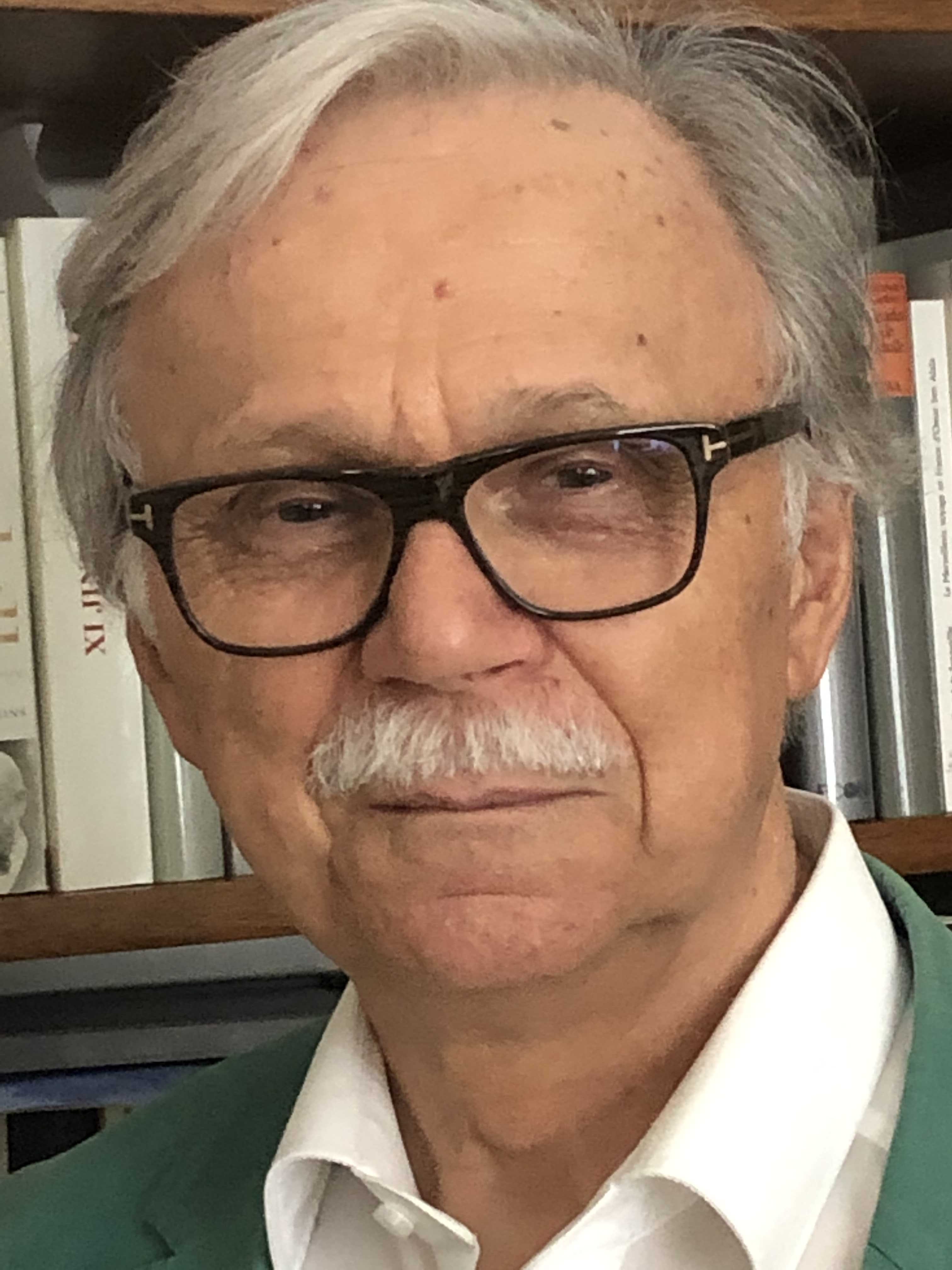
Hermann Borghorst, 2019

Hermann Borghorst (* 14. Juli 1947 in Haren (Ems)) ist ein ehemaliger deutscher Politiker (SPD). Er gehörte von 1991 bis 2001 dem Abgeordnetenhaus von Berlin an.

## Leben
Borghorst ist in der damaligen Polnischen Besatzungszone in Haren geboren und das achte Kind eines Bootsbauers. Er besuchte eine Realschule dort und anschließend ein Gymnasium in Meppen. Nach dem Abitur 1966 diente er für zwei Jahre als Zeitsoldat in der Bundeswehr. Er studierte am Otto-Suhr-Institut der Freien Universität Berlin (FU Berlin) und am Institut d’études politiques de Paris Politikwissenschaften. Borghorst schloss 1973 das Studium als Dipl.-Politologe an der FU Berlin ab. Als Doktorand studierte er auch an der Tulane University in New Orleans und promovierte 1978 unter Hellmut Wollmann (FU Berlin) mit dem Thema Die wechselseitige Abhängigkeit von Bund und Kommunen in der Stadtsanierungspolitik der Vereinigten Staaten von Amerika.
Anschließend blieb er einige Zeit in der Forschung, bevor er von 1981 bis 1985 als Mitarbeiter der SPD-Fraktion im Berliner Abgeordnetenhaus tätig war. Er wechselte in den gewerkschaftlichen Bereich und leitete bis 1990 den Bereich Wirtschaft beim Berliner DGB-Landesbezirk. Anschließend war er Mitglied der Bezirksleitung der IG Chemie-Papier-Keramik (IG CPK), Bezirk Brandenburg-Sachsen. 1997 wurde die IG CPK in die neue IG Bergbau, Chemie, Energie (IG BCE) eingegliedert, und Borghorst wurde dort stellvertretender Leiter des Landesbezirks Nordost. Er schied 2001 aus dem Abgeordnetenhaus aus und wechselte in die Lausitzer Braunkohle AG. Zuletzt war er Personalvorstand in zwei Tochtergesellschaften der Vattenfall AG.
Er war von 1997 bis zu ihrem Tod im Mai 2023 mit der ehemaligen Berliner Staatssekretärin Helga Korthaase. Zum 31. Juli 2009 ging er in den Ruhestand und war anschließend bis 2014 Vorsitzender des Lobbyverbandes Wirtschaftsinitiative Lausitz.

## Politik
Borghorst trat 1970 in die SPD ein und wurde im selben Jahr Mitbegründer des SPD-Ortsvereins Haren. Von 1987 bis 2001 war er Mitglied des Vorstands der SPD im Berliner Bezirk Neukölln und wurde 1989 Vorsitzender des SPD-Ortsvereins Hermannstraße, sein Nachfolger wurde 2000 der spätere Bundestagsabgeordnete Fritz Felgentreu.
Im Abgeordnetenhaus von Berlin rückte Borghorst im Februar 1991 nach, da Klaus Löhe Staatssekretär wurde. Bei der Berliner Wahl 1995 wurde Borghorst stellvertretender Fraktionsvorsitzender und wirtschaftspolitischer Sprecher der SPD-Fraktion. Nach der Wahl 1999 kandidierte er als Fraktionsvorsitzender, doch Klaus Wowereit erreichte die Mehrheit in der SPD-Fraktion. Ein Jahr später versuchte Borghorst, Landesvorsitzender der SPD Berlin zu werden, der Senator Peter Strieder setzte sich aber durch.
Am 31. März 2001 schied er wegen des Wechsels in die Wirtschaft aus dem Parlament aus, seine Nachrückerin wurde Petra Hildebrandt.

## Ehrenamtliche Tätigkeiten
- 1996 bis 2001: Vorsitzender des Vereins „Wirtschaft und Arbeit in Neukölln e. V.“
- 1998 bis 2001: Vorsitzender des Sportvereins Tasmania Neukölln/Tasmania Gropiusstadt
- 2005 bis 2008: Sprecher der „Initiative für Beschäftigung“
- 2009 bis 2014: Gründungsvorsitzender der „Wirtschaftsinitiative Lausitz e. V.“
- 2009 bis 2016: Vorsitzender des „Fördervereins der Brandenburgischen Technischen Universität Cottbus e. V.“

## Veröffentlichungen
- Bürgerbeteiligung in der Kommunal- und Regionalplanung. Eine kritische Problem- und Literaturanalyse. Heggen-Verlag, Leverkusen 1976.
- Die wechselseitige Abhängigkeit von Bund und Kommunen in der Stadtsanierungspolitik der Vereinigten Staaten von Amerika. (Dissertation), Duncker & Humblot, Berlin 1979.
- Hermann Borghorst und andere: Berliner Stadterneuerung. Berlin Forschung, Band 1, Verlag Arno Spitz, Berlin 1982.
- Nachwort. In: Helmut Schreiber: Stadtstruktur und Gleichheit. Eine Fallstudie zu Berlin (West). Berlin Forschung, Band 15, Verlag Arno Spitz, Berlin 1986, ISBN 3-87061-915-5.